# 北久里浜商店街振興組合
北久里浜商店街振興組合（きたくりはましょうてんがいしんこうくみあい、KITAKURIHAMA SHOPPING CENTER PROMOTION ASSOCIATION）は、神奈川県横須賀市根岸町の北久里浜駅（京浜急行電鉄久里浜線）の駅前付近に広がる北久里浜商店街の振興組合である。

## 概説
駅前の北久里浜商店街は、北久里浜駅周辺約1キロメートルに広がる区域で営業する大小200店舗あまりの店舗が加盟している。北久里浜駅周辺は昭和の高度成長期を境に宅地開発が広がり、新興住宅地やマンション群が立ち並んでいる。また北久里浜駅は、横須賀市東部区域の交通の節点の一つであるため街を往来する人は多い。
現在の商店街は「北久里浜桜まつり」、「北久里浜秋まつり」などのイベント開催や割引セールの開催、商店街パーキングの設置など様々な集客アップを図っている。

## 主な周辺施設

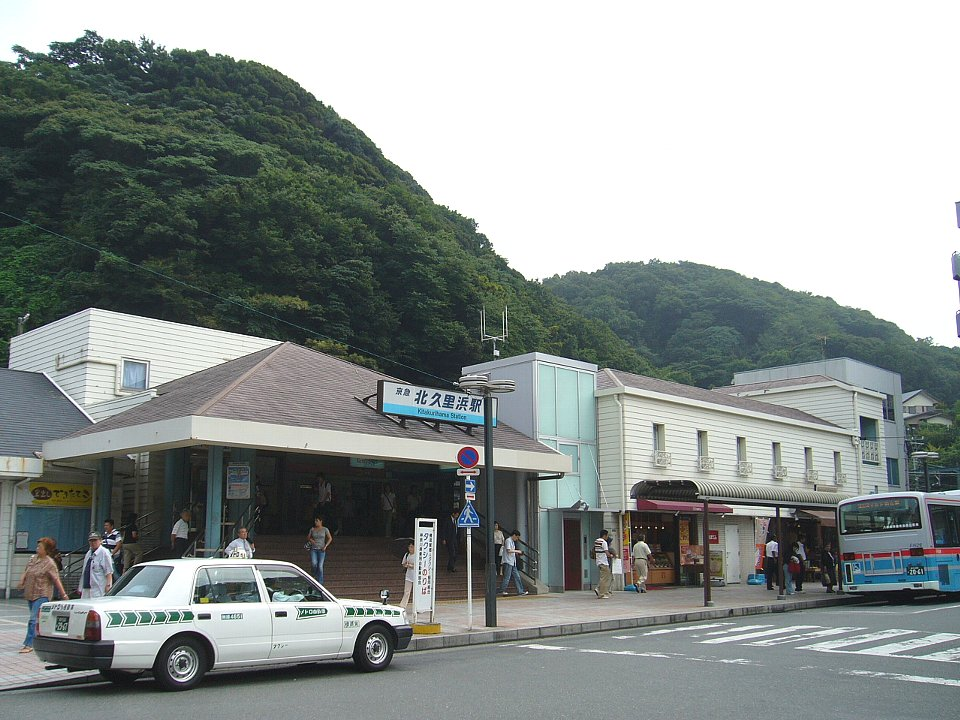
北久里浜駅（2006年）

### 交通
- 北久里浜駅（京浜急行電鉄久里浜線） - 直結
- 国道134号 - 直結
- 県道27号 横須賀葉山線

### 名所・工業地区
- 平作川
- 根岸交通公園
- 久里浜工業団地 - 比較的小規模な工場が平作川沿いに連なる
- 京浜急行電鉄久里浜車両管理区（久里浜工場信号所）
- 京急ファインテック久里浜事業所

### 行政、教育機関
- 神奈川県立横須賀工業高等学校
- 横須賀市立公郷中学校
- 横須賀市立森崎小学校
- 横須賀市立公郷小学校